# Аца Лукас
Александар Вуксановић (Београд, 3. новембар 1968), познатији под уметничким именом Аца Лукас, српски је певач.

## Биографија
Отац му се звао Вуксан, а мајка Видосава.
Уметнички надимак „Лукас” добио је по називу сплава на Новом Београду, где је наступао почетком 1990-их година. Популаран је постао у београдском клубу „Хогар” на Ади Циганлији, где је дошао као замена за дотадашњег певача Мила Лојпура. У овом клубу је упознао Милана Шћеповића и Сашу Лунгиновића, са којима је изводио џез и ромске песме. Он их је аранжирао у сопствени стил, што му је донело велику популарност у следећим годинама. Након клубова, сарађивао је са групом Викторија; потом се осамосталио. Његов први хит је била песма Куда иду људи као ја. Следећих година настали су хитови: Ja живим сам, Песма од бола, Лична карта, Соба за плакање, Кафана на Балкану, Рођендан, Нешто против болова, Беле руже, Истина је да те лажем и др.
Направио је прекид у каријери од 2004. до 2006. године. Године 2008. освојио је прво место на фестивалу „” песмом Упали светло. На свој рођендан, 3. новембра, одржао је концерт у Београдској арени пред око 20.000 људи — 2010, 2011. и 2012. године (три пута заредом). Десети, највећи концерт, одржао је на Маракани — 8. јуна 2013. године, пред око 75.000 посјетилаца.
Током једног периода 2013. године је био председник ФК Тимок.

### Приватни живот
Године 2003, Александар Вуксановић је ухапшен и осуђен на четири месеца затвора — у склопу полицијске операције Сабља; разлог је био што је неовлашћено поседовао пиштољ. Такође, имао је проблема са коцкањем и дрогом — што је узроковало одлазак са музичке сцене следеће две године.
Вуксановић је у Београду, у фебруару 2009. године, рањен; из ватреног оружја су испуцана два хица. На њега је пуцано и док је на паркингу у Гандијевој улици на Новом Београду улазио у аутомобил; погођен у десну натколеницу и ван животне опасности, пребачен је у просторијама за медицинску помоћ.

## Награде и номинације
| Година | Награда                 | Категорија | Рад   | Исход    | Реф.  |
| ------ | ----------------------- | ---------- | ----- | -------- | ----- |
| 2022.  | Песма за Евровизију ’22 |            | Оскар | 5. место | [ 9 ] |

## Дискографија
| Год.  | Место одржавања  |
| ----- | ---------------- |
| 1999. | Хала Пионир      |
| 2000. | Београдски сајам |
| 2008. | Београдска арена |
| 2010. | Београдска арена |
| 2011. | Београдска арена |
| 2012. | Београдска арена |
| 2013. | Маракана         |
| 2017. | Београдска арена |
| 2023. | Штарк арена      |

### Студијски албуми
- Понос и лаж (1994)
- Песме од бола (1996)
- Једно вече у кафани (1998)
- Лична карта (1998)
- Друго вече у кафани (1999)
- Зора бели... (1999)
- Још сам ту (за другове) ... (1999)
- Рођендан (2000)
- Нешто против болова (2002)
- Истина је да те лажем (2003)
- Јагње моје (2006)
- Лешће (2008)
- Стил живота (2012)
- Успаванка за озбиљне бебе (2021)

### Остали албуми
Уживо
- Са гостима ... (1999)
- Уживо Аца Лукас Хала Пионир 10.10.99 (1999)
- Лукас уживо & О.К. Банд (2000)
- Београд, Сајам 2002 Журка (2002)
- Највећа журка на Балкану (2002)

Компилације
- The Best of Aca Lukas (1999)
- The Best of Aca Lukas (2000)
- Хитови Аца Лукас (2006)

### Видеографија
| Спот                      | Година | Режисер                                       |
| ------------------------- | ------ | --------------------------------------------- |
| Лисица                    | 1994   | Непознато                                     |
| Куда иду људи као ја      | 1994   | Непознато                                     |
| Балкан експрес            | 1994   | Непознато                                     |
| Ја живим сам              | 1996   | Непознато                                     |
| Шта учини црни гавране    | 1996   | Непознато                                     |
| Лична карта               | 1998   | Непознато                                     |
| Кома                      | 2002   | Непознато                                     |
| Нешто против болова       | 2002   | Непознато                                     |
| Дигла си ми цену          | 2003   | Непознато                                     |
| Нисам преживео            | 2003   | Непознато                                     |
| Истина је да те лажем     | 2003   | Непознато                                     |
| Са љубави се скидам       | 2003   | Непознато                                     |
| Нико као ти               | 2008   | /Creative4D/                                  |
| Другови                   | 2009   | Непознато                                     |
| Седам субота              | 2010   | Харис Дубица                                  |
| Далеко си                 | 2011   | /Creative4D/                                  |
| Луда глава балканска      | 2011   | Непознато                                     |
| Готово                    | 2012   | Непознато                                     |
| Дођи горе                 | 2013   | Харис Дубица                                  |
| Омакло ми се              | 2014   | /CODE/                                        |
| Љубав у доба кокаина      | 2015   | Непознато                                     |
| Краљеви града             | 2016   | /TOXIC ENTERTAINMENT/                         |
| Волиш ли ме               | 2016   | /daVideo/                                     |
| Да ме је она волела       | 2017   | /daVideo/                                     |
| Кидаш ме                  | 2018   | /NN Media/                                    |
| Веран                     | 2018   | /daVideo/                                     |
| Проблем                   | 2019   | /TOXIC ENTERTAINMENT/                         |
| Мој живот                 | 2020   | /TOXIC ENTERTAINMENT/                         |
| Демон                     | 2021   | /Hype/                                        |
| Успаванка за озбиљне бебе | 2021   | /Hype/                                        |
| Хотел                     | 2021   | /Hype/                                        |
| Machina                   | 2021   | /Hype/                                        |
| Мама                      | 2021   | /Hype/                                        |
| Опет је данас недеља      | 2021   | /Hype/                                        |
| Сад и заувек              | 2021   | /Hype/                                        |
| У три лепе                | 2021   | Бранислав Пећаранин Банџи                     |
| Оскар                     | 2022   | /Hype/                                        |
| Покидан                   | 2022   | Филип Прајм, Бранислав Пећаранин Банџи        |
| Једном                    | 2022   | Бранислав Пећаранин Банџи /Hype/              |
| Параноја                  | 2023   | Филип Прајм, Бранислав Пећаранин Банџи /Hype/ |
| Атерирам                  | 2023   | Филип Прајм, Бранислав Пећаранин Банџи /Hype/ |
| Манекен за штету          | 2023   |                                               |
| Опет је данас недеља      | 2024   |                                               |
| Бизарно                   | 2024   |                                               |
| Играј,играј све до зоре   | 2024   |                                               |
| Лопов                     | 2024   |                                               |
| Беспрекорно лош           | 2024   |                                               |
| Крик                      | 2024   |                                               |
| Лутам                     | 2024   |                                               |
| Најачи кад немам          | 2024   |                                               |
| Дуга                      | 2024   |                                               |
| Преко ветрова             | 2024   |                                               |
| Бојеве главе              | 2024   |                                               |
| Удисај                    | 2024   |                                               |
| Какао                     | 2024   |                                               |

### Сарадње и синглови
- Врати нам се друже мој (дует са Миром Шкорић) (1998)
- Град наше младости (дует са Меденим месецом) (1998)
- Црни снег (дует са Цецом) (1999)
- Земун (дует са Гораном Радосављевићем Манцетом) (2002)
- Кад се не да, не да се (дует са Селмом Бајрами) (2007)
- Пао сам на дно (2007)
- Нико као ти (дует са Данијелом Вранић) (2008)
- Шизофренија (дует са Аном Николић) (2008)
- Амајлија (2009)
- Другови (дует са Акапулко бендом) (2009)
- Чија ли си сада (оригинал је од Радише Марковића, пјесма Чија ли си) (2010)
- Седам субота (дует са Дадом Полументом) (2010)
- Луда глава балканска (дует са Маријом Шерифовић) (2010)
- Ја овај живот имам (2010)
- Далеко си (дует са Иваном Селаков) (2011/2012)
- Не заносим се ја (дует са Цецом) (2014)
- Омакло ми се (дует са Иваном Селаков) (2014)
- Љубав у доба кокаина (дует са Иваном Селаков) (2014)
- Краљеви града (дует са Ем-си Стојаном) (2015)
- Волиш ли ме (2016)
- Да ме је она волела (заједно са Милетом Китићем и Сашом Матићем) (2017)
- Банкина (дует са Јеленом Карлеушом) (2017)
- Кидаш ме (дует са Милицом Павловић) (2018)
- Проблем (дует са Мајом Беровић) (2019)
- Сад и заувек (дует са Драганом Мирковић) (2021)
- Играј, играј све до зоре (дует са Мирославом Илићем) (2024)
- Крик (дует са Миром Шкорић) (2024)

## Фестивали
Гранд фестивал:
- Упали светло, победничка песма, 2008

Песма за Евровизију ’22, Србија:
- Оскар, пето место, 2022

### Општи извор
- „Biografija: Aca Lukas”. www.biografija.org. Biografija.org. 12. 11. 2018. Архивирано из оригинала 14. 7. 2020. г. Приступљено 14. 7. 2020.